# Amphiura reloncavii
Amphiura reloncavii is een slangster uit de familie Amphiuridae.
De wetenschappelijke naam van de soort werd in 1952 gepubliceerd door Theodor Mortensen.